# Phyllorhynchus browni
Espèce
Synonymes
- Phyllorhynchus browni fortitus Bogert & Oliver, 1956
- Phyllorhynchus browni klauberi Shannon & Humphrey, 1959
- Phyllorhynchus browni lucidus Klauber, 1940

Statut de conservation UICN

 LC  : Préoccupation mineure
Phyllorhynchus browni est une espèce de serpents de la famille des Colubridae.

## Répartition
Cette espèce se rencontre au Mexique dans les États du Sonora, du Sinaloa et aux États-Unis dans le sud de l'Arizona.

## Description
L'holotype de Phyllorhynchus browni mesure 325 mm dont 42 mm pour la queue. C'est un serpent ovipare.

## Étymologie
Cette espèce est nommée en l'honneur de l'ornithologiste américain Herbert Brown (en) (1848–1913).

## Publications originales
- (en) Bogert & Oliver, 1956 : A preliminary analysis of the herpeto-fauna of Sonora. Bulletin of the American Museum of Natural History, vol. 83, no 6, p. 303-425 (texte intégral).
- (en) Klauber, 1940 : Two new sub-species of Phyllorhynchus, the Leaf-Nosed Snake, with notes on the genus. Transactions of the San Diego Society for Natural History, vol. 9, p. 195-214 (texte intégral).
- (en) Shannon & Humphrey, 1959 : A new sub-species of Phyllorhynchus browni from Sinaloa. [P. browni klauberi, subsp. nov.] Herpetologica, vol. 15, p. 145-148.
- (en) Stejneger, 1890 : On a new genus and species of colubrine snakes from North America. Proceedings of the United States National Museum, vol. 13, no 802, p. 151-155 (texte intégral).